# Stomatocalyceae
Stomatocalyceae, tribus mlječikovki iz potporodice Euphorbioideae, kojemu pripadaju četiri roda iz tropske Amerike, Afrike, Azije i sjeverne Australije.

## Rodovi
1. Hamilcoa Prain
2. Nealchornea Huber
3. Pimelodendron Hassk.
4. Plagiostyles Pierre